# Sofia Arvidsson

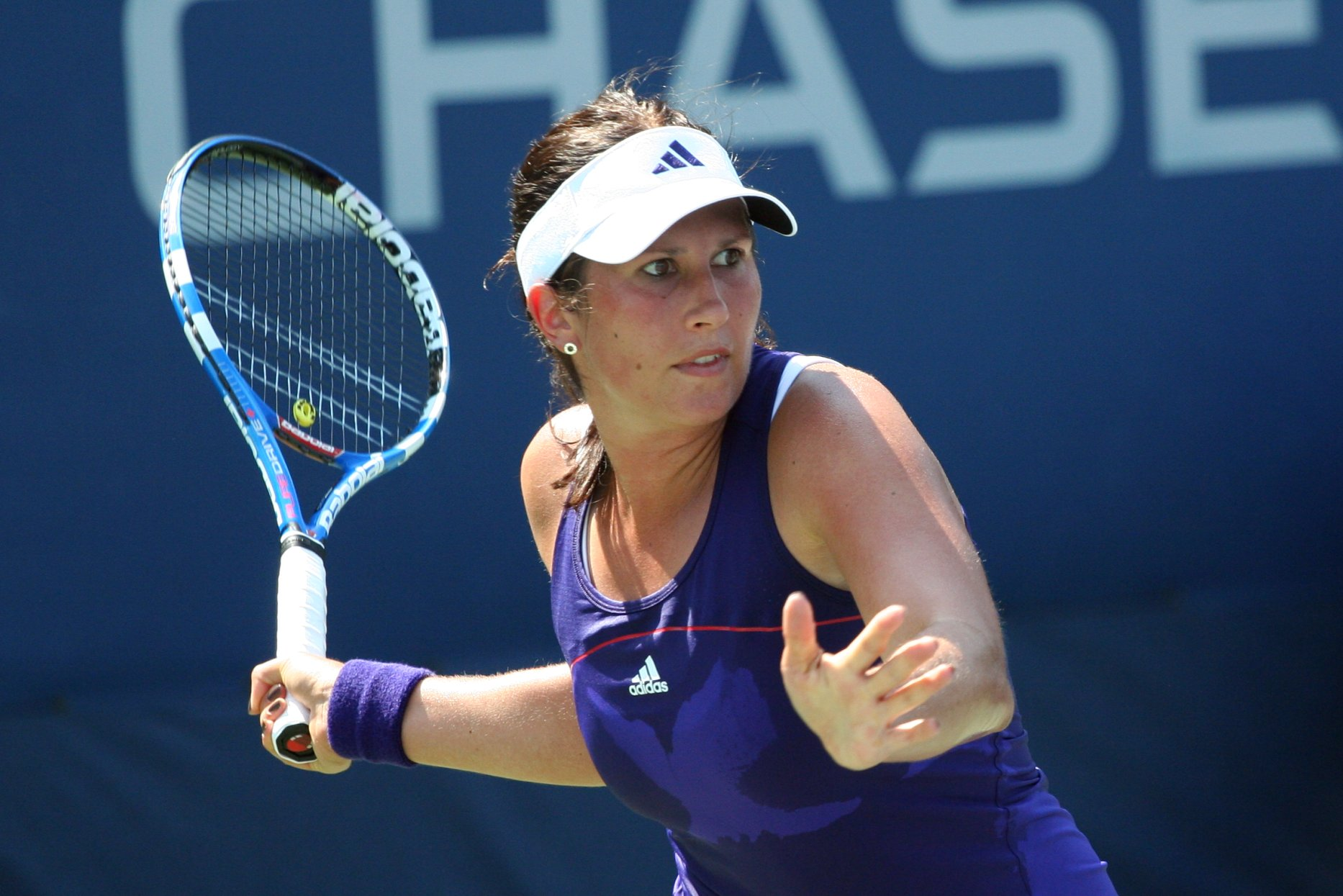
US Open 2010

Lena Sofia Alexandra Arvidsson (Halmstad, 16 februari 1984) is een voormalig tennisspeelster uit Zweden. Op haar achtste jaar begon zij met tennis, gestimuleerd door haar buurman, die tennisleraar was. Haar favoriete ondergrond is tapijt. Zij speelt rechtshandig en heeft een tweehandige backhand. Zij was actief in het proftennis van 1999 tot en met 2015.

## Loopbaan

### Enkelspel
Arvidsson won in 2006 haar eerste titel in het enkelspel op WTA-tour. In de finale van Memphis versloeg zij de Poolse Marta Domachowska. Daarnaast was zij tweemaal verliezend finaliste. Haar beste resultaat op de grandslamtoernooien is het bereiken van de derde ronde op het Australian Open 2006. Op de Olympische spelen van 2008 in Peking bereikte zij de tweede ronde. In 2012 won zij nogmaals de titel van het WTA-toernooi van Memphis, nu ten koste van de Nieuw-Zeelandse Marina Erakovic. Daarnaast won zij twintig ITF-toernooien. Haar hoogste notering op de WTA-ranglijst is de 29e plaats, die zij bereikte in mei 2006.

### Dubbelspel
In het dubbelspel veroverde zij één WTA-titel: in 2010 in Québec samen met landgenote Johanna Larsson. Daarnaast won zij dertien ITF-dubbelspeltoernooien. Haar beste resultaat op de grandslamtoernooien is het bereiken van de tweede ronde. Haar hoogste notering op de WTA-ranglijst is de 67e plaats, die zij bereikte in september 2011.

### Tennis in teamverband
In de periode 2000–2014 maakte Arvidsson deel uit van het Zweedse Fed Cup-team – zij behaalde daar een winst/verlies-balans van 50–38.

## Posities op deWTA-ranglijst
Positie per einde seizoen:
| jaar | rang enkelspel | rang dubbelspel |
| ---- | -------------- | --------------- |
| 2000 | 854            | 724             |
| 2001 | 487            | –               |
| 2002 | 167            | 437             |
| 2003 | 113            | 278             |
| 2004 | 176            | 171             |
| 2005 | 67             | 306             |
| 2006 | 63             | 318             |
| 2007 | 102            | 158             |
| 2008 | 64             | 176             |
| 2009 | 124            | 116             |
| 2010 | 52             | 146             |
| 2011 | 78             | 74              |
| 2012 | 41             | 157             |
| 2013 | 118            | 219             |
| 2014 | 271            | –               |
| 2015 | 316            | 1105            |

## Palmares
| Legenda                | Legenda                  |
| ---------------------- | ------------------------ |
| Grandslamtoernooi      |                          |
| Olympische Spelen      |                          |
| Year-End Championships |                          |
| tot 2009               | 2009 – 2020 / vanaf 2021 |
| Tier I                 | Premier Mandatory        |
| Tier II                | Premier Five / WTA 1000  |
| Tier III               | Premier / WTA 500        |
| Tier IV & V            | International / WTA 250  |
|                        | Challenger / WTA 125     |

### WTA-finaleplaatsen enkelspel
| nr.              | finale     | toernooi    | ondergrond    | tegenstandster    | score         |         |
| ---------------- | ---------- | ----------- | ------------- | ----------------- | ------------- | ------- |
| gewonnen finales |            |             |               |                   |               |         |
| 1.               | 2006-02-25 | WTA Memphis | hardcourt (i) | Marta Domachowska | 6-2, 2-6, 6-3 | details |
| 2.               | 2012-02-25 | WTA Memphis | hardcourt (i) | Marina Erakovic   | 6-3, 6-4      | details |
| verloren finales |            |             |               |                   |               |         |
| 1.               | 2005-11-06 | WTA Québec  | tapijt (i)    | Amy Frazier       | 1-6, 5-7      | details |
| 2.               | 2010-02-20 | WTA Memphis | hardcourt (i) | Maria Sjarapova   | 2-6, 1-6      | details |

### WTA-finaleplaatsen vrouwendubbelspel
| nr.              | finale     | toernooi       | ondergrond    | partner           | tegenstandsters                                  | score            |         |
| ---------------- | ---------- | -------------- | ------------- | ----------------- | ------------------------------------------------ | ---------------- | ------- |
| gewonnen finales |            |                |               |                   |                                                  |                  |         |
| 1.               | 2010-09-19 | WTA Québec     | tapijt (i)    | Johanna Larsson   | Bethanie Mattek-Sands Barbora Záhlavová-Strýcová | 6-1, 2-6, [10-6] | details |
| verloren finales |            |                |               |                   |                                                  |                  |         |
| 1.               | 2009-09-20 | WTA Québec     | tapijt (i)    | Séverine Beltrame | Vania King Barbora Záhlavová-Strýcová            | 1-6, 3-6         | details |
| 2.               | 2011-01-08 | WTA Auckland   | hardcourt     | Marina Erakovic   | Květa Peschke Katarina Srebotnik                 | 3-6, 0-6         | details |
| 3.               | 2012-04-15 | WTA Kopenhagen | hardcourt (i) | Kaia Kanepi       | Kimiko Date-Krumm Rika Fujiwara                  | 2-6, 6-4, [5-10] | details |
| 4.               | 2013-02-23 | WTA Memphis    | hardcourt (i) | Johanna Larsson   | Kristina Mladenovic Galina Voskobojeva           | 6-7, 3-6         | details |

### Gewonnen ITF-toernooien enkelspel
| nr. | finale     | toernooi       | dotatie  | tegenstandster in finale | score          |
| --- | ---------- | -------------- | -------- | ------------------------ | -------------- |
| 1.  | 2001-09-30 | Sunderland     | $10.000  | Olivia Sanchez           | 6-3, 2-6, 6-0  |
| 2.  | 2001-11-04 | Stockholm      | $10.000  | Susi Bensch              | 6-1, 6-2       |
| 3.  | 2002-03-03 | Buchen         | $10.000  | Syna Schmidle            | 7-6, 3-5, opg. |
| 4.  | 2002-06-30 | Båstad         | $25.000  | Maria Wolfbrandt         | 7-5, 6-4       |
| 5.  | 2002-10-30 | Southampton    | $25.000  | Volha Barabansjtsjikava  | 6-2, 1-6, 6-4  |
| 6.  | 2003-09-28 | Glasgow        | $25.000  | Tessy van de Ven         | 3-6, 6-3, 6-3  |
| 7.  | 2003-11-16 | Eugene         | $50.000  | Tara Snyder              | 6-4, 6-4       |
| 8.  | 2003-11-30 | Průhonice      | $25.000  | Virginie Pichet          | 6-1, 6-2       |
| 9.  | 2005-02-06 | Sunderland     | $25.000  | Irina Bulykina           | 6-1, 6-1       |
| 10. | 2007-02-18 | Saint Paul     | $50.000  | Volha Havartsova         | 2-6, 6-1, 6-4  |
| 11. | 2007-07-07 | Båstad         | $25.000  | Liana-Gabriela Ungur     | 6-7, 6-2, 6-0  |
| 12. | 2007-10-14 | Joué-lès-Tours | $50.000  | Kristina Barrois         | 6-3, 6-2       |
| 13. | 2007-10-21 | Glasgow        | $25.000  | Katie O'Brien            | 6-3, 6-1       |
| 14. | 2008-05-11 | Zagreb         | $75.000  | Séverine Brémond         | 7-6, 6-2       |
| 15. | 2009-09-27 | Saguenay       | $50.000  | Séverine Brémond         | 5-7, 6-4, 7-6  |
| 16. | 2009-10-18 | Joué-lès-Tours | $50.000  | Jelena Dokić             | 6-2, 7-6       |
| 17. | 2010-07-03 | Ystad          | $25.000  | Valerija Savinych        | 6-3, 6-1       |
| 18. | 2010-10-31 | Poitiers       | $100.000 | Pauline Parmentier       | 6-2, 7-6       |
| 19. | 2015-02-22 | Surprise       | $25.000  | Sanaz Marand             | 6-2, 6-1       |
| 20. | 2015-06-28 | Helsingborg    | $25.000  | Malin Ulvefeldt          | 7-6, 6-1, 6-2  |

### Gewonnen ITF-toernooien dubbelspel
| nr. | finale     | toernooi   | dotatie | partner                 | tegenstandsters in finale         | score            |
| --- | ---------- | ---------- | ------- | ----------------------- | --------------------------------- | ---------------- |
| 1.  | 2000-07-02 | Båstad     | $10.000 | Kristina Järkenstedt    | Susanne Filipp Maria Wolfbrandt   | 6-4, 7-5         |
| 2.  | 2002-03-03 | Buchen     | $10.000 | Claudine Schaul         | Anna Bastrikova Claudia Kardys    | 6-0, 7-5         |
| 3.  | 2003-10-12 | Jersey     | $25.000 | Kaia Kanepi             | Yvonne Meusburger Hanna Nooni     | 6-3, 7-5         |
| 4.  | 2004-02-15 | Midland    | $75.000 | Åsa Svensson            | Allison Baker Tara Snyder         | 7-6, 6-2         |
| 5.  | 2004-07-04 | Los Gatos  | $50.000 | İpek Şenoğlu            | Nana Miyagi Lilia Osterloh        | 6-1, 2-6, 6-4    |
| 6.  | 2005-02-06 | Sunderland | $25.000 | Martina Müller          | Katarina Mišić Dragana Zarić      | 6-2, 6-3         |
| 7.  | 2007-02-18 | Saint Paul | $50.000 | Antonella Serra Zanetti | Mervana Jugić-Salkić İpek Şenoğlu | 7-6, 5-7, 7-6    |
| 8.  | 2007-10-07 | Nantes     | $25.000 | Johanna Larsson         | Caroline Maes Melanie South       | 4-6, 7-5 10-7    |
| 9.  | 2007-10-20 | Glasgow    | $25.000 | Johanna Larsson         | Veronika Chvojková Kathrin Wörle  | 6-3, 6-2         |
| 10. | 2009-07-03 | Ystad      | $25.000 | Sandra Roma             | Melanie Klaffner Hanna Nooni      | 6-4, 6-4         |
| 11. | 2009-09-27 | Saguenay   | $50.000 | Séverine Brémond        | Stéphanie Dubois Rebecca Marino   | 6-3, 6-1         |
| 12. | 2009-11-21 | Bratislava | $50.000 | Michaëlla Krajicek      | Tatjana Poetsjek Arina Rodionova  | 6-3, 6-4         |
| 13. | 2011-10-23 | Limoges    | $50.000 | Jill Craybas            | Caroline Garcia Aurélie Védy      | 6-4, 4-6, [10-7] |

## Resultaten grandslamtoernooien
| Legenda | Legenda                          |
| ------- | -------------------------------- |
| g.t.    | geen toernooi gehouden           |
| l.c.    | lagere categorie                 |
| –       | niet deelgenomen                 |
| G       | uitgeschakeld in de groepsfase   |
| 1R      | uitgeschakeld in de eerste ronde |
| 2R      | uitgeschakeld in de tweede ronde |
| 3R      | uitgeschakeld in de derde ronde  |
| 4R      | uitgeschakeld in de vierde ronde |
| KF      | uitgeschakeld in de kwartfinale  |
| HF      | uitgeschakeld in de halve finale |
| F       | de finale verloren               |
| W       | het toernooi gewonnen            |
| w-v     | winst/verlies-balans             |

### Enkelspel
| Toernooi        | 2004 | 2005 | 2006 | 2007 | 2008 | 2009 | 2010 | 2011 | 2012 | 2013 | w-v |
| --------------- | ---- | ---- | ---- | ---- | ---- | ---- | ---- | ---- | ---- | ---- | --- |
| Australian Open | 1R   | –    | 3R   | 1R   | 2R   | 1R   | 2R   | 1R   | 1R   | 1R   | 4-9 |
| Roland Garros   | –    | 2R   | 2R   | 1R   | 1R   | –    | 1R   | 1R   | 2R   | 1R   | 3-8 |
| Wimbledon       | –    | 2R   | 1R   | –    | 1R   | –    | 1R   | 1R   | 1R   | 1R   | 1-7 |
| US Open         | –    | –    | 2R   | 1R   | 2R   | –    | 2R   | 1R   | 2R   | 2R   | 5-7 |

### Vrouwendubbelspel
| Toernooi        | 2006 | 2007 | 2008 | 2009 | 2010 | 2011 | 2012 | 2013 | w-v |
| --------------- | ---- | ---- | ---- | ---- | ---- | ---- | ---- | ---- | --- |
| Australian Open | 1R   | 2R   | –    | 2R   | –    | 2R   | 1R   | 1R   | 3-6 |
| Roland Garros   | 2R   | –    | 1R   | –    | 1R   | 2R   | 1R   | 1R   | 2-6 |
| Wimbledon       | 1R   | 1R   | –    | –    | 1R   | 1R   | 1R   | 1R   | 0-6 |
| US Open         | 1R   | –    | 1R   | –    | 1R   | 2R   | 1R   | 1R   | 1-6 |

### Gemengd dubbelspel
| Toernooi        | 2006 |    | 2011 | 2012 | 2013 | w-v |
| --------------- | ---- | -- | ---- | ---- | ---- | --- |
| Australian Open | –    | 2R | –    | 1R   | 1-2  |     |
| Roland Garros   | 1R   | –  | –    | –    | 0-1  |     |
| Wimbledon       | 1R   | –  | 1R   | 3R   | 2-3  |     |
| US Open         | –    | –  | –    | –    | 0-0  |     |